# Av norrøn ætt
Av norrøn ætt è il secondo album della band black metal Helheim.

## Tracce
1. En forgangen tid – 2:54
2. Vinterdøden – 10:18
3. Fra Ginnunga-gap til evig tid – 6:50
4. Mørk, evig vinter – 9:25
5. Åpenbaringens natt – 7:24
6. De eteriske åndevesenes skumringsdans – 8:45
7. Av norrøn ætt – 9:34